# جوليان ألافيليب
جوليان ألافيليب (بالفرنسية: Julian Alaphilippe )‏ (و. 1992  م) هو دراج على الطريق، وcyclo-cross cyclist ‏، من فرنسا، شارك في فليش والون 2016، وركوب الدراجات في الألعاب الأولمبية الصيفية 2016، وطواف فرنسا 2018، يلعب كثاقب ‏، وآردن كلاسيكس ‏.

## سباقات أو مراحل فاز بها
| التاريخ        | السباق                                                | المركز                                                                   |
| -------------- | ----------------------------------------------------- | ------------------------------------------------------------------------ |
| 03 يونيو 2012  | 2012 Coupe des Nations Ville Saguenay                 |                                                                          |
| 26 مايو 2013   | 2013 Peace Race U23                                   | الثامن في التصنيف العام                                                  |
| 31 أغسطس 2013  | تور دي أفينير 2013                                    | الأول في تصنيف النقاط، التاسع في تصنيف الجبال                            |
| 26 يناير 2014  | داون أندر 2014                                        | الرابع في تصنيف أفضل شاب                                                 |
| 10 أغسطس 2014  | رايد لندن 2014                                        |                                                                          |
| 16 أغسطس 2014  | طواف أين 2014                                         | الأول في تصنيف أفضل شاب، الأول في تصنيف النقاط، الرابع في التصنيف العام  |
| 24 أغسطس 2014  | طواف فاتينفول 2014                                    | المرتبة 16 في التصنيف العام                                              |
| 31 أغسطس 2014  | جي بي واست-فرنسا 2014                                 | الخامس في التصنيف العام                                                  |
| 14 أكتوبر 2014 | طواف بكين 2014                                        | الثامن في تصنيف الجبال                                                   |
| 19 أبريل 2015  | سباق أمستل الذهبي 2015                                | السابع في التصنيف العام                                                  |
| 22 أبريل 2015  | فليش والون 2015                                       | الثاني في التصنيف العام                                                  |
| 17 مايو 2015   | طواف كاليفورنيا 2015                                  | الأول في تصنيف أفضل شاب، الثاني في التصنيف العام                         |
| 01 يناير 2016  | طواف أمريكا للدراجات 2016                             |                                                                          |
| 18 سبتمبر 2016 | سباق الطريق لنخبة الرجال - بطولة أوروبا للدراجات 2016 |                                                                          |
| 26 فبراير 2017 | طواف أبو ظبي 2017                                     | الأول في تصنيف أفضل شاب، الخامس في التصنيف العام، الثامن في تصنيف النقاط |
| 12 مارس 2017   | باريس-نيس 2017                                        | الأول في تصنيف أفضل شاب، الأول في تصنيف النقاط، الخامس في التصنيف العام  |
| 18 أبريل 2018  | فليش والون 2018                                       | الأول في التصنيف العام                                                   |
| 29 يوليو 2018  | سباق طواف فرنسا 2018                                  | الأول في تصنيف الجبال، الخامس في تصنيف النقاط                            |
| 04 أغسطس 2018  | طواف سان سيباستيان 2018                               | الأول في التصنيف العام                                                   |
| 09 سبتمبر 2018 | طواف بريطانيا 2018                                    | الأول في التصنيف العام، الثالث في تصنيف النقاط، الثامن في تصنيف الجبال   |
| 16 سبتمبر 2018 | أوكولو سلوفينسكا 2018                                 | الأول في التصنيف العام، الخامس في تصنيف النقاط                           |
| 17 فبراير 2019 | طواف كولومبيا 2019                                    | الأول في تصنيف النقاط، السابع في التصنيف العام                           |
| 09 مارس 2019   | ستراد بينك 2019                                       | الأول في التصنيف العام                                                   |
| 23 مارس 2019   | ميلان-سان ريمو 2019                                   | الأول في التصنيف العام                                                   |
| 24 أبريل 2019  | لا فليش والون 2019                                    | الأول في التصنيف العام                                                   |
| 16 يونيو 2019  | سباق دوفين للدراجات 2019                              | الأول في تصنيف الجبال، الثالث في تصنيف النقاط                            |
| 20 أكتوبر 2019 | طواف أوروبا للدراجات 2019                             |                                                                          |
| 27 سبتمبر 2020 | سباق الطريق في بطولة العالم 2020                      | الأول في التصنيف العام                                                   |
| 07 أكتوبر 2020 | برابانتس بييل 2020                                    | الأول في التصنيف العام                                                   |
| 21 أبريل 2021  | لا فليش والون 2021                                    | الأول في التصنيف العام                                                   |
| 26 سبتمبر 2021 | سباق الطريق في بطولة العالم 2021                      | الأول في التصنيف العام                                                   |
| 13 فبراير 2022 | طواف بروفانس 2022                                     | الأول في تصنيف النقاط، الثاني في التصنيف العام                           |
| 25 فبراير 2023 | فاون أرديش كلاسيك 2023                                | الأول في التصنيف العام                                                   |
| 30 يونيو 2024  | أوكولو سلوفينسكا 2024                                 | الأول في تصنيف النقاط، الثاني في التصنيف العام                           |

## روابط خارجية
- جوليان ألافيليب على موقع الاتحاد الدولي للدراجات (الإنجليزية)
- جوليان ألافيليب على موقع أرشيف الدراجات (الإنجليزية)
- جوليان ألافيليب على موقع إحصائيات الدراجات الإحترافية (الإنجليزية)
- جوليان ألافيليب على موقع نسبة الدراجات (الإنجليزية)
- جوليان ألافيليب على موقع CycleBase (الإنجليزية)
- جوليان ألافيليب على موقع أوليمبيديا (الإنجليزية)
- جوليان ألافيليب على موقع اللجنة الأولمبية الفرنسية (مؤرشف) (الفرنسية)